# أوفى بمتطلباته ما عدا أطروحته
يُعد مصطلح أوفى بجميع المتطلبات ما عدا أطروحته (اختصارًا ABD) مصطلحاً دارجاً في الأوساط الأكاديمية في الولايات المتحدة وخارجها في بعض البلدان لوصف حالة معينة لطلبة الدكتوراة.

## نبذة
يتمثل هذا المصطلح لوصف أي طالب قام بإنهاء مقرراته الدراسية المطلوبة، واجتاز جميع اختباراته الشاملة، واستوفى جميع متطلباته الأخرى ماعدى إنهاءه لمتطلبات اطروحته؛ من كتابةٍ لها وإلى مناقشتها، وقد يُمْنَح الطالب الذي وصل لهذه المرحلة درجة  مرشح لدكتوراة في الفلسفة “Mphil” اوغيرها من التخصصات، وكما تمنحه بعض الجامعات أيضًَا، بما في ذلك كولومبيا وييل وجورج واشنطن، بدرجة ماجستير في الفلسفة (MPhil) لإنهاءه الكثير من المتطلبات.
واُنْتُقِد هذا المصطلح بشدة وماشابهه بين الأوساط الأكاديمية بل بالأحرى خارج الأوساط الأكاديمية وخارج الولايات المتحدة أيضًَا   لاستخداماته التي سببت لبساً عظيماً على الكثير لمشابهتها للمصطلحات المعروفة التي تفوقها مرتبةً، ومن هذه المصطلحات: “مرشح بدرجة الدكتوراة ويرمز لها بـ (PhD-c أو PhDc)، ومصطلح أوفى بجميع المتطلبات ماعدى اطروحته” ومختصراً بـ (ABD).